# دانشگاه ابو آکادمی
دانشگاه اُبو آکادمی (به سوئدی: Åbo Akademi) تلفظ سوئدی: [ˈǒːbʊ akadɛˈmiː] تلفظ در سوئدی فنلاند: [ˈoːbu ɑkɑdeˈmiː] ) تنها دانشگاه چند دانشکده‌ای منحصراً سوئدی زبان در فنلاند (یا هر جای خارج از سوئد) است. این دانشگاه عمدتاً در تورکو واقع شده است (Åbo نام سوئدی این شهر است) اما در واسا نیز فعالیت‌هایی دارد. ابو آکادمی را نباید با  آکادمی سلطنتی ابو اشتباه گرفت، که در سال ۱۶۴۰ تأسیس شد، اما پس از آتش‌سوزی بزرگ تورکو در سال ۱۸۲۷ به هلسینکی منتقل شد و امروزه با نام دانشگاه هلسینکی شناخته می‌شود.